# Vladímir Dal
Vladímir Dal (rus: Владимир Даль)  (Luhansk, 10 de novembre de 1801 (Julià) - Moscou, 22 de setembre de 1872 (Julià)) Vladímir Ivànovitx Dal, fou un metge i un dels més grans lexicògrafs russos, parlant de moltes llengües, turquíleg i membre fundador de la Societat Geogràfica Russa. Durant la seva vida, va recopilar i documentar les tradicions orals russes, moltes de les quals van passar a formar part del folklore modern. Autor del Diccionari del gran idioma rus viu.

## Biografia
El pare de Vladimir Dal era un metge danès anomenat Johan Christian von Dahl (1764 - 21 d'octubre de 1821), un lingüista versat en les llengües alemanya, anglesa, francesa, russa, jiddisch, llatina, grega i hebrea . La seva mare, Julia Adelaide Freytag, tenia ascendència alemanya i probablement francesa ( hugonota ); parlava almenys cinc idiomes i provenia d'una família d'erudits.
Vladímir Dal és fill d'un metge danès anomenat Johan Christian Dahl,un lingüista versat en les llengües alemanya, anglesa, francesa, russa, jiddisch, llatina, grega i hebrea. La seva mare, era filla de la traductora Maria Ivànovna Freitag. El futur lexiògraf nasqué a Luhansk i serví a la Marina Imperial Russa del 1814 al 1826, i es va graduar a l'Escola de Cadets Navals de Sant Petersburg el 1819.El 1826 va començar a estudiar medicina a la Universitat de Dorpat; va participar com a metge militar a la Guerra Russo-Turca i a la campanya contra Polònia el 1831-1832. Després d'un desacord amb els seus superiors, va dimitir de l'Hospital Militar de Sant Petersburg i va ocupar un càrrec administratiu al Ministeri de l'Interior a la governació d'Orenburg el 1833. Va participar en l'expedició militar del general Vasily Perovsky contra Khivà el 1839-1840. Dal va ocupar càrrecs administratius a Sant Petersburg (1841-1849) i a Nijni Nóvgorod (des de 1849) abans de la seva jubilació el 1859.
Dal s'interessà en la llengua i el folklore des de la seva joventut. Un cop graduat a la Facultat de Medecina de la Universitat de Dorpat, començà a viatjar a peu a través de la campinya russa i a col·leccionar dites i contes de fades del poble rus. Publicà la seva primera col·lecció de contes de fades el 1832. D'altres, encara sense publicar, foren posats en vers pel seu amic Aleksandr Puixkin, i han arribat a ser alguns dels texts més coneguts de la llengua russa. Després del duel fatal de Puixkin, Dal fou cridat en els seus últims moments de vida i tingué cura del gran poeta durant les seves últimes hores. El 1838 fou escollit membre de l'Acadèmia Russa de les Ciències.
Durant la dècada següent Dal adoptà el pseudònim de Cosac de Luhansk, i publicà molts assajos realistes en l'estil de Nikolai Gógol. Continuà els seus estudis de lexicografia i més viatges entre el 1850 i el 1860. En no tenir temps per editar la seva col·lecció de contes de fades, demanà a Aleksandr Afanàssiev preparar-los per a publicació, la qual cosa tingué lloc durant la dècada del 1850. La seva obra mestra, el Diccionari explicatiu del gran idioma rus viu, fou publicat en quatre immensos volums entre el 1863 i el 1866. Els proverbis i refranys dels russos, on figuren més de 30.000 entrades, fou publicat anys més tard.